# ستراتونيون (هالكيديكي)
ستراتونيون (Στρατώνιον) هي مدينة في هالكيديكي في مقاطعة فوريا إلادا في اليونان.